# Хрінницьке водосховище
Хрінницьке водосховище — водосховище на річці на річці Стир (басейн Прип'яті). Створене 1957 року з метою забезпечення роботи вбудованої у тіло греблі гідроелектростанції, а також для рекреації та рибогосподарських потреб регіону.

## Загальна інформація
Розташоване в адміністративних межах Дубенського району Рівненської області та Луцького Волинської області. Площа водосховища 1830 га (18,3 км²). Глибина від двох до шести метрів, на ямах та руслі річки є і більше. За період свого існування водосховище декілька разів спрацьовувалось (спускалось). Так, останній раз, у травні 1989 року в нижньому б'єфі неподалік греблі водосховища було виявлено карстову воронку в діаметрі 25 м та глибиною 9 м, внаслідок чого було здійснено повне спрацювання водосховища до рівня мертвого об'єму. І лише в 1999 році після здійснених ремонтних робіт на водопідпірній греблі водосховище було наповнено водою. Хрінницьке водосховище значно впливає на рівень води у Стиру. Для стабілізації ситуації з підтопленнями територій фахівці рекомендують встановити додаткову захисну дамбу та помпові станції. Відкачувати воду через високий рівень ґрунтових вод потрібно регулярно.

## Промислове рибальство
В Рівненській та Волинській областях Хрінницьке водосховище є найбільшим штучно створеним водним об'єктом, і з самого початку свого існування є одним з основних рибопромислових об'єктів. У виловах нараховується близько 28 видів риб, які відносяться до 8 родин.

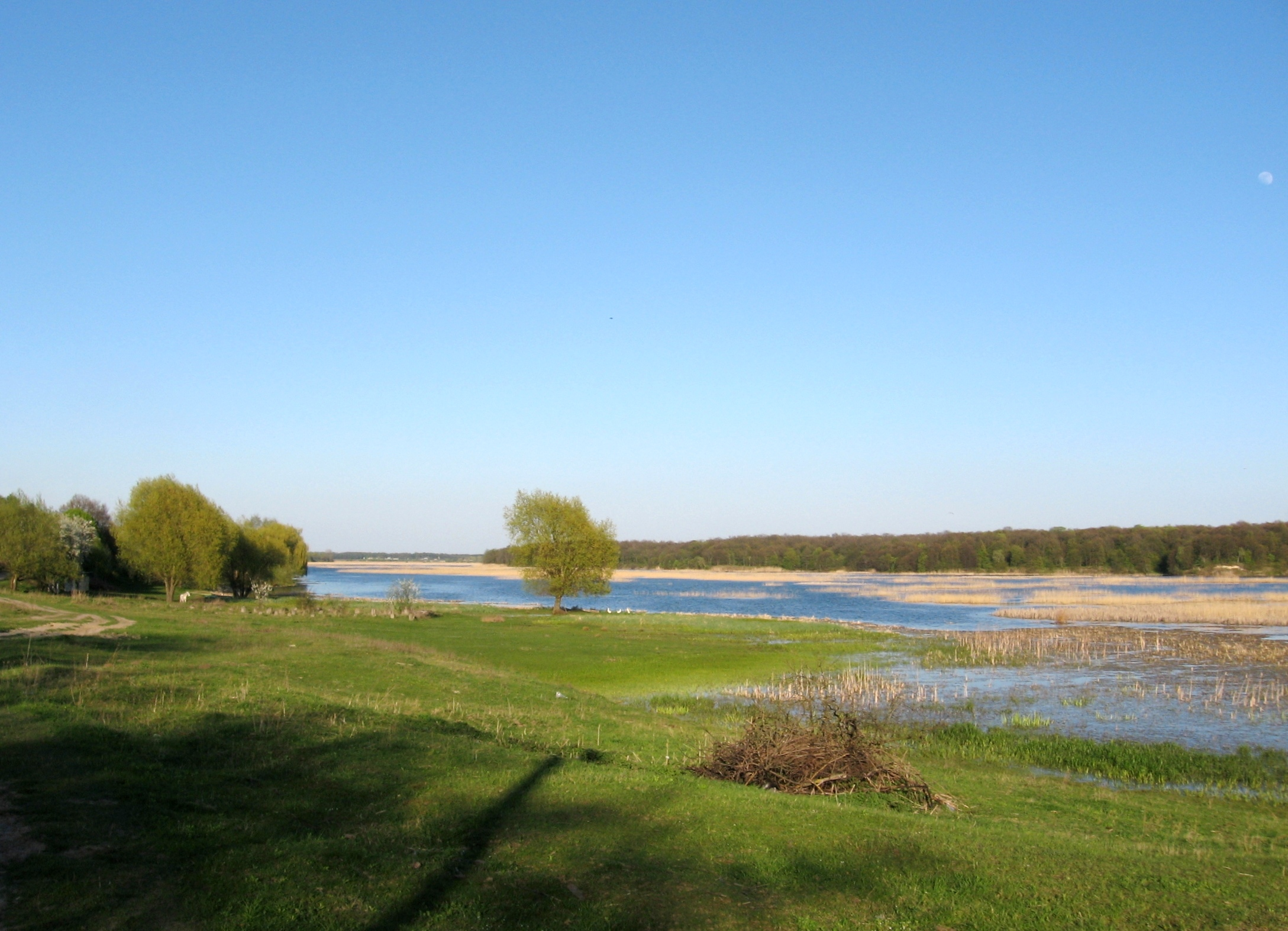
Під Шибином

В промислових виловах в 1978–2007 років постійно спостерігались десять видів риб, а саме:
- щука (Esox Lucius L.)]]
- окунь (Perca fluviatilis L.)
- лящ (Abramis brama L.)
- плітка (Rutilus rutilus L.)
- краснопірка (Scardinius erythrophthalamus L.)
- сом (Siglurus glanis L.)
- сазан (Cyprinus carpio L.)
- плоскирка (Blica bjoerkna L.)
- карась сріблястий (Carassius auratus gibelio L.)
- лин (Tinca tinca L.)

Решта ж видів спостерігались у виловах як прилов і їх кількість була не значною. Промислові вилови на водосховищі протягом його існування різко коливаються в період до повного спрацювання коли у 1978-1989 роках спостерігались вилови від 42,1 тон до 86,05 тон в рік та після десятирічної перерви в роботі водосховища у 2001—2006 роках спостерігаються вилови від 3,95 тон до 12,11 тон. Але незважаючи на скорочення вилову та перебудови у видовому складі іхтіофауни, протягом 1978—2006 років в промислових уловах наймасовіше спостерігались 4 види риб, а саме щука, карась сріблястий, плітка та лин.

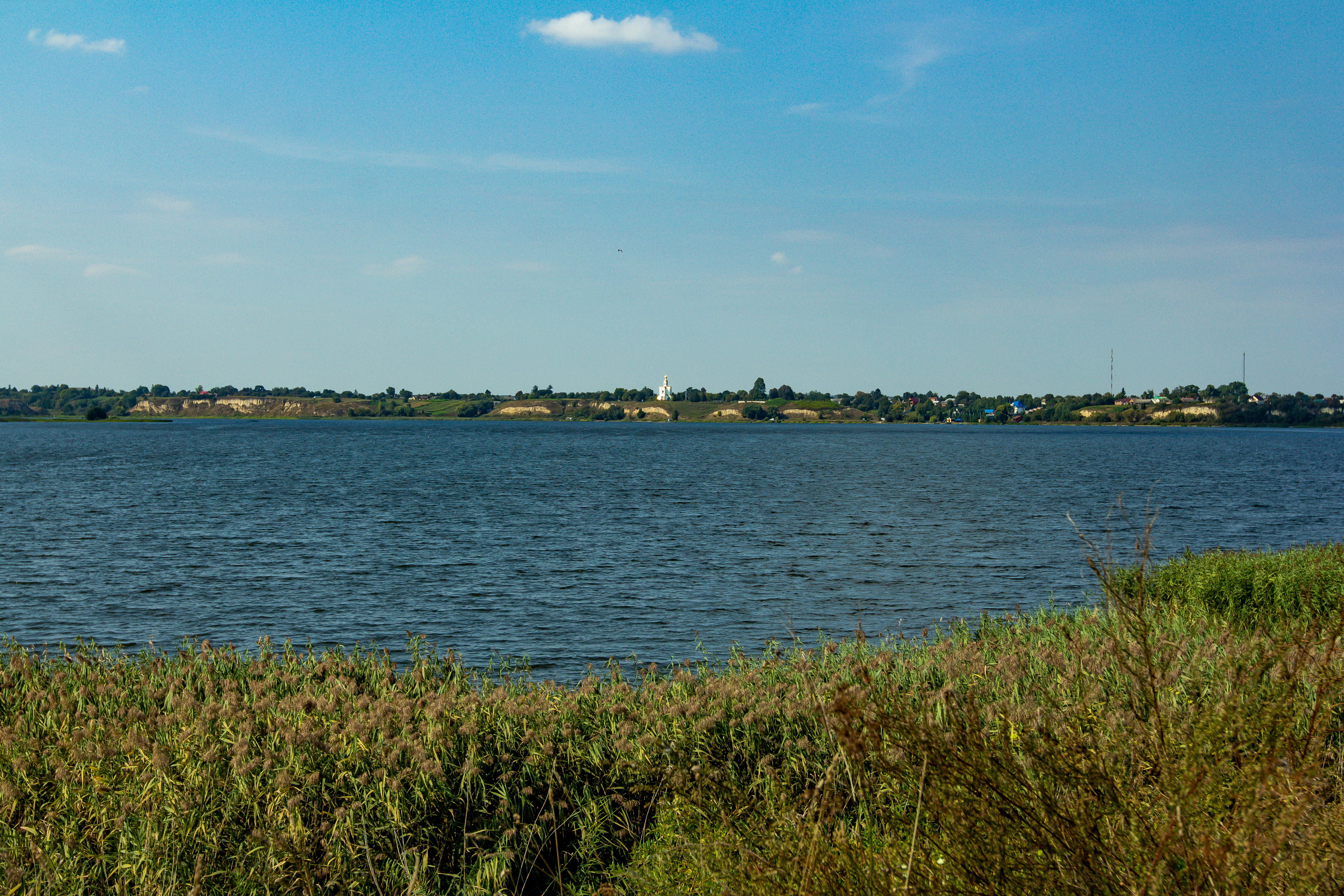
Хрінницьке водосховище, вдалині - село Набережне

## Любительське рибальство
Водойма загального користування, тому діють Правила любительського і спортивного рибальства. Любительське рибальство безкоштовне. Під час весняної нерестової заборони ловити рибу не можна.